# Nguyễn Văn Quang (Vĩnh Long)
 Nguyễn Văn Quang (sinh năm 1959) là một chính khách Việt Nam. Ông nguyên là Phó Bí thư Tỉnh ủy, Chủ tịch Ủy ban nhân dân tỉnh Vĩnh Long khóa IX, nhiệm kỳ 2016–2021.

## Lý lịch và học vấn
Nguyễn Văn Quang sinh ngày 1 tháng 6 năm 1959, quê quán xã An Khánh, huyện Châu Thành, tỉnh Đồng Tháp;
Trình độ chuyên môn tiến sỹ, trình độ lý luận chính trị cao cấp.

## Sự nghiệp
Ngày 9/12/2014, Hội đồng nhân dân tỉnh Vĩnh Long khóa VIII, kỳ họp thứ 12 đã tiến hành bầu bổ sung ông Nguyễn Văn Quang - Ủy viên Thường vụ Tỉnh ủy, Bí thư Thành ủy thành phố Vĩnh Long giữ chức Phó Chủ tịch Ủy ban nhân dân tỉnh nhiệm kỳ 2011-2016 với tỷ lệ phiếu bầu 100%.
Ngày 7/1/2015, theo quyết định 979/QĐ/TTg, Thủ tướng Nguyễn Tấn Dũng đã phê chuẩn kết quả bầu chức vụ Phó Chủ tịch Ủy ban nhân dân tỉnh Vĩnh Long nhiệm kỳ 2011 - 2016 đối với ông Nguyễn Văn Quang, Ủy viên Ban Thường vụ Tỉnh ủy, Bí thư Thành ủy Vĩnh Long.
Ngày 16/6/2015, Hội đồng nhân dân tỉnh Vĩnh Long khóa VIII tổ chức kỳ họp thứ 13 (phiên bất thường) bầu Nguyễn Văn Quang, Ủy viên thường vụ Tỉnh ủy, Phó Chủ tịch Ủy ban nhân dân tỉnh Vĩnh Long giữ chức Chủ tịch Ủy ban nhân dân tỉnh nhiệm kỳ 2011-2016, với tỷ lệ phiếu bầu 92,85%.
Ngày 3/7/2015, theo định 979/QĐ-TTg, Thủ tướng Chính phủ vừa phê chuẩn kết quả bầu chức vụ Chủ tịch Ủy ban nhân dân tỉnh Vĩnh Long nhiệm kỳ 2011 - 2016 đối với ông Nguyễn Văn Quang, Phó Bí thư Tỉnh ủy, Phó Chủ tịch Ủy ban nhân dân tỉnh Vĩnh Long.
Ngày 20/10/2015, Đại hội Đại biểu Đảng bộ tỉnh Vĩnh Long lần thứ X, đã bầu Nguyễn Văn Quang tái đắc cử chức vụ Phó Bí thư Tỉnh ủy, nhiệm kỳ 2015 - 2020.
Ngày 20/6/2016, tại kỳ họp thứ nhất, Hội đồng nhân dân tỉnh Vĩnh Long khóa IX đã bầu ông Nguyễn Văn Quang - phó Bí thư Tỉnh ủy, Chủ tịch Ủy ban nhân dân tỉnh Vĩnh Long - tái đắc cử Chủ tịch Ủy ban nhân dân tỉnh, nhiệm kỳ 2016 - 2021, với 48/49 số phiếu bầu đạt tỉ lệ 97,95%.
Ngày 1 tháng 7 năm 2019, Nguyễn Văn Quang nghỉ hưu.